# Roberto Saviano
Roberto Saviano (Nápoles, 22 de setembro de 1979) é um jornalista e escritor italiano, de origem judaica.
Saviano escreveu Gomorra, livro que documenta a atuação das máfias italianas e sua relação com as instituições do país. A obra se tornou um bestseller em todo o mundo. Jurado de morte pela Máfia, Saviano vive sob escolta permanente de cinco policiais, desde 13 de outubro de 2006. É obrigado a mudar  constantemente de endereço e não frequenta lugares públicos, em virtude de ameaças de morte feitas por mafiosos. Antes de qualquer encontro e de cada viagem, Saviano deve consultar  as autoridades de segurança e o ministério do interior do país. Hotéis e restaurantes, assim que ele aparece, são evacuados e revistados, considerando-se a possibilidade de que sofra um atentado a bomba, por exemplo. Em outubro de 2008, revelou-se que a Camorra tinha um plano para assassinar Saviano no Natal daquele ano.
Saviano foi agraciado com o Prêmio Viareggio, em 2006. Em 2010, obteve o Prêmio Livro Europeu do Ano, na categoria de não ficção. 

## Obras
- Gomorra : viagem ao império económico e ao sonho de domínio da Camorra, 2008
- O contrário da morte : regresso de Cabul, 2009
- A beleza e o inferno : escritos 2004-2009, 2010 - Prémio Livro Europeu do Ano - Não Ficção (2010)[5]
- Vem daí comigo, 2013
- Zero zero zero, 2014
- La paranza dei bambini, 2016